# Ставок (Луцький район)
Ставо́к — село в Україні, у Луцькому районі Волинської області. Входить до складу Олицької міської громади. Населення становить 351 особу.

## Історія
Перша згадка про село припадає на 1577 рік, коли воно належало Олицькому замку і платилося за нього податку від 16 димів і 1 городника. У 1583 р. князь Радзивіл платив податок з 11 димів, 1 городника і 1 вального колеса.. На початку Брусиловського прориву 22 травня (4 червня) 1916 р. Ставок був атакований російською піхотою. Наступного дня австрійці провели контрнаступ і відбили село

## Населення
Згідно з переписом УРСР 1989 року чисельність наявного населення села становила 415 осіб, з яких 190 чоловіків та 225 жінок.
За переписом населення України 2001 року в селі мешкало 349 осіб. 100 % населення вказало своєю рідною мовою українську мову.